# Franz Dafert von Sensel-Timmer
Franz Wilhelm Dafert von Sensel-Timmer (* 20. Juni 1863 in Wien; † 17. Oktober 1933 in Wien) war ein österreichischer Landwirtschaftsexperte und Lebensmittelchemiker.

## Leben
Dafert wuchs zuerst in Krieglach, später in Wien auf. Sein Vater stammt aus einer Bauernfamilie aus dem Weinviertel, während seine Mutter einer geadelten Beamtenfamilie entstammt. In Wien legte er 1879 die Matura ab. Er studierte anschließend Chemie und wurde Vorsitzender des Wiener Vereins deutscher Studenten. Nach Richard Wagners Tod kondolierte er Cosima Wagner:

„Die deutschen Studenten Wiens trauern tiefbewegt am Sarge des begeistert verehrten Meisters, des Schöpfers deutscher Kunst, des deutschen Mannes und Patrioten.“

Mit Hermann Bahr wurde er nach dem von ihm geleiteten Trauerkommers für Richard Wagner im Frühjahr 1883 von der Universität Wien (und allen anderen Universitäten Österreichs) relegiert. An der Hessischen Ludwigs-Universität erwarb er 1883 das Doktorat in Chemie und das Magisterium der freien Künste. Dort untersuchte er den Zuckeralkohol Mannit und schrieb ein Lehrbuch über Bodenkunde. Seit 1887 gehörte er der Grazer akademischen Burschenschaft Arminia an. In den Jahren 1887 bis 1898 hatte er in Brasilien die Aufgabe, den Ertrag in der Landwirtschaft zu erhöhen. Mit Hilfe einer eigenen Forschungsplantage studierte er besonders Kaffee und Zuckerrohr. Als er 1898 nach Österreich zurückkehrte, übernahm er als (der Emerich Meissl, 1855–1905, nachfolgende) Direktor der k. k. Landwirthschaftlich-chemischen Versuchsstation in Wien (siehe: Taborstraße 90–92) ähnliche Aufgaben.
In seiner Versuchsstation untersuchte Dafert bis 1914 jährlich 60.000 Proben, die vom Pflanzenbau über die Milchwirtschaft zur Moorkultur reichten. Die Station hatte auch zwei Außenstellen in Korneuburg und in Admont. Ab 1891 wurde auf seine Anregung das Methodenbuch Codex Alimentarius Austriacus (Österreichisches Lebensmittelbuch) erstellt. Erschienen ist es in der 1. Auflage in den Jahren 1910 bis 1917 und bestand aus drei Bänden mit 55 Kapiteln. 1919 wurde Dafert Sektionschef.

## Ehrungen
- Korrespondierendes Mitglied der Österreichischen Akademie der Wissenschaften
- Ehrenmitglied der Sociedade Nacional de Agricultura (Brasilien)
- Nobilitierung (1918), war dem Adelsaufhebungsgesetz 1919 obsolet